# Oxystophyllum sinuatum
Oxystophyllum sinuatum är en orkidéart som först beskrevs av John Lindley, och fick sitt nu gällande namn av Mark Alwin Clements. Oxystophyllum sinuatum ingår i släktet Oxystophyllum och familjen orkidéer. Inga underarter finns listade i Catalogue of Life.